# Station Hamburg-Sülldorf
Station Hamburg-Sülldorf (Bahnhof Hamburg-Sülldorf, kort Bahnhof Sülldorf) is een spoorwegstation in het stadsdeel Sülldorf van de Duitse plaats Hamburg, in de gelijknamige stadstaat. Het station is onderdeel van de S-Bahn van Hamburg en alleen treinen van de S-Bahn kunnen hier stoppen. Het station werd op 1 december 1883 geopend, gelijktijdig met de spoorlijn van Blankenese naar Wedel. Vanaf 14 mei 1950 is de lijn tot Sülldorf geëlektrificeerd. Treinen naar Wedel moesten nog enkele jaren gebruik maken van stoomtractie. Het station had nog een derde spoor, welke door goederen- en reizigerstreinen werd gebruikt. Nu heeft het station een eilandperron met twee perronsporen. Het station heeft nog een mechanisch seinhuis, "Sdf" genaamd. Het treinverkeer wordt gestuurd met armseinen en de slagbomen van de voetgangersoverweg wordt vanuit het station bediend.

## Treinverbindingen
De volgende S-Bahnlijn doet station Sülldorf aan:
| Serie | Treinsoort        | Route | Bijzonderheden |
| ----- | ----------------- | --- | -------------- |
|       | S-Bahn (DB Regio) | Hamburg Airport – /Poppenbüttel – Ohlsdorf – Barmbek – Berliner Tor – Hauptbahnhof – Altona – Blankenese – Sülldorf – Wedel |                |